# Bantice
Bantice är en ort i Tjeckien.   Den ligger i regionen Södra Mähren, i den sydöstra delen av landet, 190 km sydost om huvudstaden Prag. Bantice ligger 211 meter över havet och antalet invånare är 216.
Terrängen runt Bantice är platt. Runt Bantice är det ganska glesbefolkat, med 42 invånare per kvadratkilometer. Närmaste större samhälle är Znojmo, 10,2 km väster om Bantice. Trakten runt Bantice består till största delen av jordbruksmark.